# Gottlieb Wilhelm Freudentheil

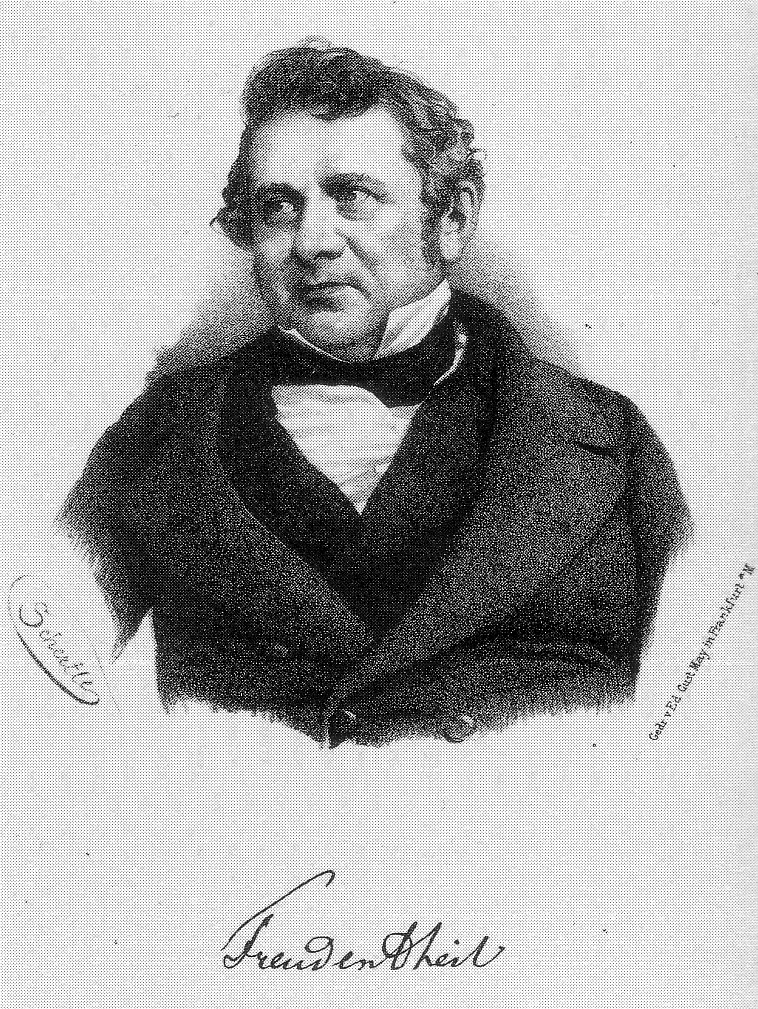
Wilhelm Freudentheil

Gottlieb Wilhelm Freudentheil (* 24. September 1792 in Stade; † 2. April 1869 in Stade) war ein deutscher Advokat und Abgeordneter im Königreich Hannover.

## Leben
Gottlieb Wilhelm Freudentheil wurde in Stade geboren als jüngstes von zehn Kindern des Kaufmanns und Lotterieunternehmers Gottlieb Christoph Freudentheil (1741–1813, ursprünglich Hartig Igel Hertz), der als erster Jude nach Stade gekommen und den Namen Freudentheil 1769 bei seiner Konversion zum Christentum angenommen hatte. Die Mutter war Anna Elisabeth Kühnemund (1749–1812), Tochter eines Stader Freihökers. Der Pädagoge, Pastor und Dichter Wilhelm Nikolaus Freudentheil war sein ältester Bruder. 1816 heiratete er seine erste Frau, die 1823 im Kindbett starb. Im Jahr darauf heiratete er Christiane Holtermann (1801–1873), mit der er sechs Kinder bekam, darunter die Zwillingsbrüder Emil (1828–1910) und Julius (1828–1892). Emil Freudentheil trat noch zu Lebzeiten seines Vaters in dessen Kanzlei ein und führte sie fort, Julius wurde Arzt. Dessen Tochter Alwine Tettenborn (1857–1923), Gottlieb Wilhelms Enkelin, promovierte 1911 in Bonn mit einer völkerrechtlichen Dissertation und wurde der erste weibliche Doktor der Rechte in Preußen.

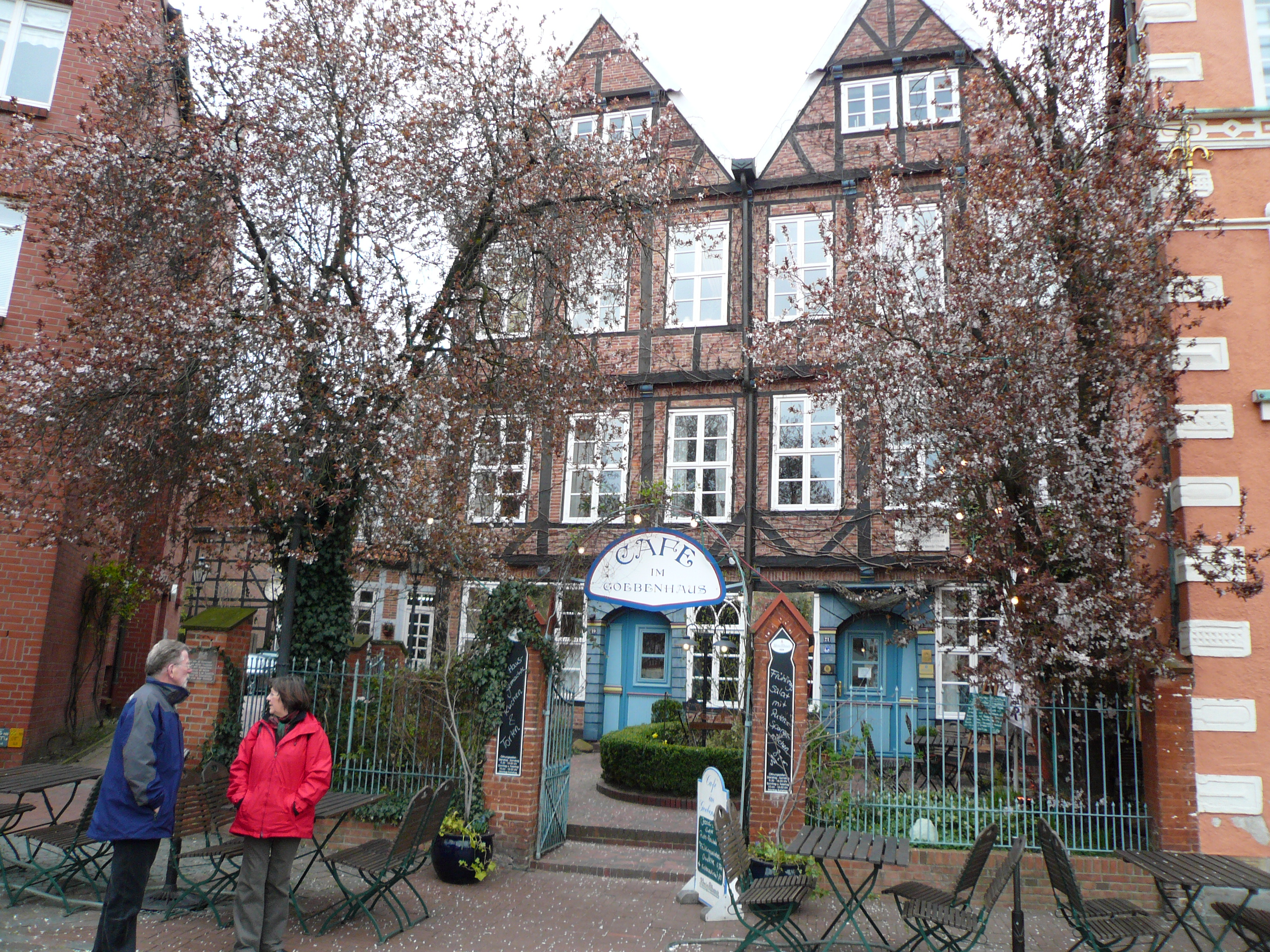
Freudentheils Wohnhaus in Stade

### Ausbildung
Nach dem Besuch des Stader Gymnasiums Athenaeum studierte Wilhelm von 1811 bis 1814 Rechtswissenschaft und Philosophie an der Georg-August-Universität Göttingen. Er gehörte 1812 zu den Gründungsmitgliedern des Corps Bremensia Göttingen. Er schloss sein Studium mit der Promotion 1814 ab und ließ er sich in Stade nieder. Sein Wohnhaus war das heute als „Goebenhaus“ bezeichnete Geburtshaus des späteren preußischen Generals August Karl von Goeben (1816–1880) in der Straße Am Wasser West Nr. 19/21, das Freudentheil 1822 von Senator Versmann, dem Eigentümer der Löwenapotheke, erwarb.

### Stader Bürger
Er wurde 1819 zum Bürgerworthalter der Stader Achtmänner gewählt. Nach 1825 ist Freudentheil nicht mehr als Bürgerworthalter tätig, sondern von 1825 bis 1852 Protokollführer des Rates. Von 1824 bis 1848 war er stellvertretender Vorsitzender des Armenskollgiums.

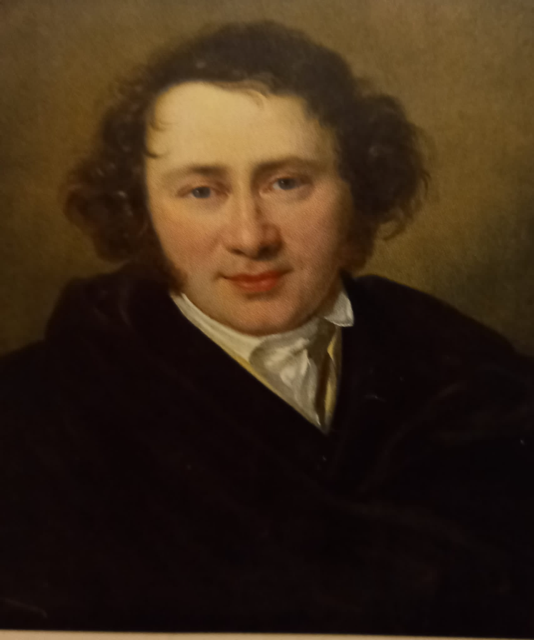
Porträt Gottlieb Freudentheil

1838 wurde Wilhelm Freudentheil zum 2. Bürgermeister von Stade gewählt, aber wegen seiner positiven Einstellung zum Staatsgrundgesetz vom Kabinett nicht ernannt. Ab 1852 fungierte er in Stade als Obergerichtsanwalt. Die Stadt Stade ernannte ihn am 19. November 1864 aus Anlass seines 50-jährigen Doktorjubiläums zu ihrem ersten Ehrenbürger. Gottlieb Wilhelm Freudentheil starb knapp drei Jahre nach der Zerschlagung Hannovers durch Preußen an einem Herzinfarkt. Sein Grabmal auf dem Stader Horstfriedhof ist erhalten.
Gottlieb Wilhelm Freudentheil war seit 1818 aktiver Freimaurer in der 1777 gestifteten Loge Zum großen Christoph in Stade; 1837 war er deren deputierter Meister und später auch ihr Meister vom Stuhl.

### Politiker
Gottlieb Wilhelm Freudentheil war seit 1830 einer der liberalen Führer im Königreich Hannover und wurde aufgrund dessen in ganz Deutschland als Verfassungskämpfer bekannt. Er war über 20 Jahre lang juristischer Berater der Bürgerschaft von Stade; 1831 bis 1838 war Freudentheil Abgeordneter der Hannoverschen Ständeversammlung und begründete die Verfassung des Königreich Hannovers 1833 mit. Die sog. Stader Dreieinigkeit, die aus ihm, seinem Schwager Holtermann und Wyneken bestand, stellte gewissermaßen das Pendant zu den Göttinger Sieben dar. Sie rebellierte 1837 gegen die Außerkraftsetzung der freiheitlichen Verfassung von 1833 durch die Weigerung zur Steuerzahlung.
Freudentheil war im August 1841 Teil einer oppositionellen Reisegesellschaft auf die Insel Helgoland, die den sich dort zur Sommerfrische aufhaltenden Dichter August Heinrich Hoffmann von Fallersleben besuchte und mit diesem eine oppositionelle Zusammenkunft in politisch-geselliger Stimmung abhielt. Nach der Abreise der Delegation um Freudentheil verfasste der Dichter aus der Stimmung der Zusammenkunft heraus das Lied der Deutschen, den Text der späteren deutschen Nationalhymne.
1848 nahm er am Vorparlament teil und gehörte dem Fünfzigerausschuss an. Vom 18. Mai 1848 bis zum 30. Mai 1849 war er als Abgeordneter für den 16. hannoverschen Wahlkreis in Stade Mitglied der Frankfurter Nationalversammlung. Er gehörte der gemäßigten Linken an und war Mitglied der Kaiserdeputation, die dem preußischen König Friedrich Wilhelm IV. die deutsche Kaiserkrone anbot.

### Anwalt
Seit 1814 als Advokat und Kanleiprokurator in Stade tätig, setzte sich Gottlieb Wilhelm Freudentheil energisch für den Anwaltsstand und dessen Ansehen ein. In zwei Schriften (1831 und 1837) zeigte er die Unterdrückung der Advokatur auf, die der Willkür der Richterschaft ausgesetzt war. Er forderte die Selbstverwaltung der Anwälte durch Einrichtung von Anwaltskammern, welche ab 1852 in Hannover errichtet wurden. Sofort nach der Gründung des ersten Anwaltvereins in Hannover gründete er einen solchen in Stade, deren Vizedirektor Freudentheil wurde. Er war Ehrenpräsident der am 6.–8. August 1846 in Hamburg stattfindenden ersten deutschen Anwaltsversammlung, die Johann Gustav Heckscher leitete.
Seit 1833 arbeitete er an einem historischen Abriss des Advokatenstandes, der offenkundig eine Art Weltgeschichte der Anwaltschaft werden sollte, aber nur bis zu einem handschriftlichen Entwurf gedieh. Die Geschichte des Advocatenstandes in Hannover wurde kurz nach der Jahrhundertwende in Herausgeberschaft seines Sohnes und Nachfolgers Emil Freudentheil veröffentlicht. Freudentheil gilt als „der erste Geschichtsschreiber der Rechtsanwaltschaft“.

## Publikationen
- Zur Geschichte des Advocatenstandes des Königreichs Hannover bis zum Jahre 1837, herausgegeben von Chr. W. Emil Freudentheil, Stade 1903 (S. 164)[5]
- Geschichte des Advokatenstandes des vormaligen Königreichs Hannover bis zum Jahre 1831, A. Pockwitz, Stade 1900 (S. 164)
- Die Justizvorlagen und der Anwaltstag in Celle, Stade 1858 (S. 166)
- Vom vormaligen Bot-ding zu Stade, in: Neues Vaterländisches Archiv 3 (228–260) u. 4 (44–58), Celle 1823 (S. 350)